# Автошлях Т 2544
Автошля́х Т 2544 — автомобільний шлях територіального значення у Чернігівській області. Пролягає територією Менського району через Березну — Миколаївку. Загальна довжина — 14,7 км.

## Маршрут
Автошлях проходить через такі населені пункти:
| Автошлях Т 2544      |           |
| Чернігівська область |           |
| Менський район       |           |
| Березна              | Н27Т 2518 |
| Гребля               |           |
| Домниця              |           |
| Миколаївка           |           |